# DDR-Meisterschaften im Biathlon 1967
Die DDR-Meisterschaften im Biathlon wurden 1967 zum 10. Mal ausgetragen. Die Meisterschaften wurden in zwei Läufen ausgetragen. Der erste Lauf fand im Januar 1967 in Zinnwald mit dem Einzelwettbewerb statt. Der entscheidende zweite Lauf wurde im März in Oberhof ausgetragen. Egon Schnabel wiederholte seinen Titelgewinn der beiden Vorjahre im Wettbewerb über 20 Kilometer. Mit drei Titelgewinnen ist der einzige deutsche Biathlet, dem ein solcher Hattrick gelang. Nachdem 1965 letztmals ein Wettbewerb im Militärpatrouillenlauf und erstmals ein Staffelwettbewerb durchgeführt wurde, es im Vorjahr jedoch keinen Mannschaftswettkampf gab, wurde wieder ein Staffelwettbewerb durchgeführt, den erneut die SG Dynamo Zinnwald gewann.

## Einzel
| Platz | Sportler       | Mannschaft           | Zeit (h) |
| ----- | -------------- | -------------------- | -------- |
| 1     | Egon Schnabel  | ASK Vorwärts Oberhof | 3:01:55  |
| 2     | Helmut Klöpsch | SG Dynamo Zinnwald   | 3:02:17  |
| 3     | Heinz Kluge    | SG Dynamo Zinnwald   | 3:03:52  |

## Staffel
| Platz | Mannschaft              | Sportler                                                        | Straf- runden | Zeit (h) |
| ----- | ----------------------- | --------------------------------------------------------------- | ------------- | -------- |
| 1     | SG Dynamo Zinnwald I    | Hansjörg Knauthe Claus Schubert Horst Koschka Helmut Klöpsch    | 7             | 2:01:07  |
| 2     | ASK Vorwärts Oberhof I  | Hans-Gert Jahn Egon Schnabel Joachim Günther Harald Harraß      | 6             | 2:02:58  |
| 3     | ASK Vorwärts Oberhof II | Wolfgang Böttner Hansi König Dieter Hoffmann Dieter Fichtmüller | ?             | 2:06:17  |